# 抱擁〜犬の散歩はお願いね、そして明かりはつけておいて
| 専門評論家によるレビュー | 専門評論家によるレビュー |
| レビュー・スコア         | レビュー・スコア         |
| 出典                     | 評価                     |
| ------------------------ | ------------------------ |
| オールミュージック       | [ 1 ]                    |
| ローリング・ストーン     | [ 2 ]                    |

『抱擁〜犬の散歩はお願いね、そして明かりはつけておいて』(Walk the Dog and Light the Light)はブロンクス出身のシンガー、ソングライター、ピアニストのローラ・ニーロによる9枚目のスタジオアルバム。前作『マザーズ・スピリチュアル』の後、9年以上の間をあけて1993年の晩夏にリリースされた。本作は1989年のニーロのライブ・アルバム『ライヴ・アット・ザ・ボトム・ライン』に続くもので、その雰囲気は同様にレイドバックして気楽なものとなっている。2001年に『エンジェル・イン・ザ・ダーク』としてリリースされたアルバムのレコーディングを1994年に開始していたが、このアルバムがニーロの生前にリリースされた新曲で構成された最後のアルバムとなった。『抱擁〜犬の散歩はお願いね、そして明かりはつけておいて』は好意的な評論をうけ、そしてニーロはハーモニー・ボーカル・グループとの親密なデートを重ね、アルバムをサポートした。

## 概要
『抱擁〜犬の散歩はお願いね、そして明かりはつけておいて』は、ライブ・アルバム『ライヴ・アット・ザ・ボトムライン』となった1988年のツアーから生み出された。そのため、音楽は同様にレイドバックしており、1970年代半ばから組んでいるパーカッション奏者二ディア・"リバティ"・マータを含む、ほぼ同じメンバーのミュージシャンをフィーチャーしている。
このアルバムはニーロと共にスティーリー・ダンのプロデューサーであるゲイリー・カッツによって制作された。ニーロの豊かでスモーキーな歌声がフェミニズム、動物の権利、ネイティブ・アメリカンの権利などのトピックに関した歌詞を歌い、サウンドはスムースでソウルフルである。

## 収録曲
特記あるものを除き、ローラ・ニーロの作詞作曲
| #   | タイトル | 作詞・作曲                                                      | 時間 |
| --- | --- | --------------------------------------------------------------- | ---- |
| 1.  | 「メイビー・ベイビー - Oh Yeah Maybe Baby (The Heebie Jeebies)」                                                            | ハンク・ハンター、フィル・スペクター                            | 3:18 |
| 2.  | 「ウーマン・オブ・ザ・ワールド - A Woman of the World」                                                                     |                                                                 | 4:13 |
| 3.  | 「月の女神 - The Descent of Luna Rose」                                                                                     |                                                                 | 3:37 |
| 4.  | 「アート・オブ・ラヴ - Art of Love」                                                                                        |                                                                 | 3:41 |
| 5.  | 「ライト・ア・フレイム - Lite a Flame (The Animal Rights Song)」                                                            |                                                                 | 3:22 |
| 6.  | 「ルイーズの教会 = Louise's Church」                                                                                        |                                                                 | 3:37 |
| 7.  | 「こわれた虹 = Broken Rainbow」                                                                                             |                                                                 | 3:57 |
| 8.  | 「抱擁~犬の散歩はお願いね,そして明かりはつけておいて - Walk the Dog and Light the Light (Song of the Road)」                |                                                                 | 3:48 |
| 9.  | 「トゥ・ア・チャイルド - To a Child」                                                                                       |                                                                 | 3:32 |
| 10. | 「メドレー:アイム・ソー・プラウド~デディケイテッド・トゥ・ザ・ワン・アイ・ラヴ - I'm So Proud/Dedicated to the One I Love」 | カーティス・メイフィールド / ラルフ・バス、ローマン・ポーリング | 3:40 |

## 参加ミュージシャン
- ローラ・ニーロ - リード・ボーカル、ハーモニー・ボーカル、キーボード
- バーナード・パーディ - ドラムス
- フレディ・ワシントン、ジェリー・ジェモット - ベース・ギター
- エリオット・ランドール、マイケル・ランドウ、アイラ・シーゲル - ギター
- バシリ・ジョンソン、エリック・マッケイン - パーカッション
- エレン・ウリエヴィク - ハープ
- ジュリエット・ハフナー、スー・プレイ・ジュリー・グリーン、ジャンヌ・ラ・ブラン、マリリン・ライト、ブレンダ・ホイットニー・バラー、ジョイス・ハマン、ベリル・ダイアモンド、ラニ・ヴァズ、ローラ・シートン、ジーン・オーロフ、サンフォード・アレン、ミンディ・ジョスティン - 弦楽器
- ルー・マリーニ、ロジャー・ローゼンバーグ、ランディ・ブレッカー、ローレンス・フェルドマン - 管楽器
- マイケル・ブレッカー - サキソフォーン独奏
- ルー・マリーニ - フルート独奏
- ローラ・ニーロ、カーロス・フランゼッティ - 弦楽編曲
- デイヴィッド・フランク - 管楽およびフルート編曲、追加の制作補助

## ポピュラーカルチャーの中で
- 「こわれた虹」はアカデミー賞候補となった1985年の同名のドキュメンタリーのために書かれて録音され、ライブ演奏が1989年の『ライヴ・アット・ザ・ボトム・ライン』に収められた[9]。
- 「トゥ・ア・チャイルド」は元々は異なるバージョンが1984年の『マザーズ・スピリチュアル』に収録されている。

## 書誌
- Michele Kort's biography Soul Picnic: The Music and Passion of Laura Nyro, St. Martin's Griffin (May 2003) – ISBN 0-312-20941-X